# Rando
 (septembre 2016).
Si vous disposez d'ouvrages ou d'articles de référence ou si vous connaissez des sites web de qualité traitant du thème abordé ici, merci de compléter l'article en donnant les références utiles à sa vérifiabilité et en les liant à la section « Notes et références ».
Rando est un roi qui régna sur le Royaume barbare des Alamans au IVe siècle.

## Biographie
En 368, Rando attaqua la ville de Mogontiacum (Mayence) dans laquelle une fête chrétienne (probablement la Pâques ou la Pentecôte) était célébré. Rando se livra au pillage des habitants et des foyers, puisque l'empereur romain Valentinien Ier et ses troupes s'étaient installées non loin, à Trèves.
Après une campagne contre les Brisgauviens durant laquelle leur roi Vithicab mourut, ceux-ci se retrouvèrent sans chef, Valentinien mena alors une campagne de revanche contre Rando. Ce dernier se retrancha avec ses troupes dans une forteresse située en hauteur et se livra à des combats face aux assaillants romains, dans l'un desquelles l'empereur aurait grièvement blessé Rando à la suite d'une embuscade. Finalement Valentinien en sortit victorieux.